# Castelnau-Montratier
Castelnau-Montratier  (vor 2024 Castelnau Montratier-Sainte Alauzie) ist eine französische Gemeinde mit 1.827 Einwohnern (Stand: 1. Januar 2022) im Département Lot in der Region Okzitanien. Sie gehört zum Kanton Marches du Sud-Quercy und zum Arrondissement Cahors. Sie entstand als Commune nouvelle mit Wirkung vom 1. Januar 2017 durch die Zusammenlegung der bisherigen Gemeinden Castelnau-Montratier und Sainte-Alauzie, die nunmehr den Status einer Commune déléguée innehaben.

## Gliederung
| Ortsteil                               | ehemaliger INSEE-Code | Fläche (km²) | Einwohnerzahl zum 1. Januar 2022 |
| -------------------------------------- | --------------------- | ------------ | -------------------------------- |
| Castelnau-Montratier (Verwaltungssitz) | 46063                 | 72,54        | 1.721                            |
| Sainte-Alauzie                         | 46248                 | 12,22        | .0106                            |

## Lage
Nachbargemeinden sind Lendou-en-Quercy im Nordwesten, Cézac im Norden, Pern-Lhospitalet im Nordosten, Saint-Paul-Flaugnac im Osten, Montfermier im Südosten, Molières im Süden, Vazerac im Südwesten und Sauveterre im Westen.

## Sehenswürdigkeiten

### Castelnau-Montratier
- Kirche in Russac aus dem 11. Jahrhundert, Monument historique[2]
- Kirche Saint-Martin
- Schloss Castelnau-Montratier aus dem 13. Jahrhundert, Monument historique[3]
- Rathaus mit Teilen aus dem 14. Jahrhundert, Monument historique[4]
- gallorömischen Ruinen von Le Souquet
- Windmühle

### Sainte-Alauzie
- Kirche
- Windmühle von Boisse aus dem 19. Jahrhundert, Monument historique[5]

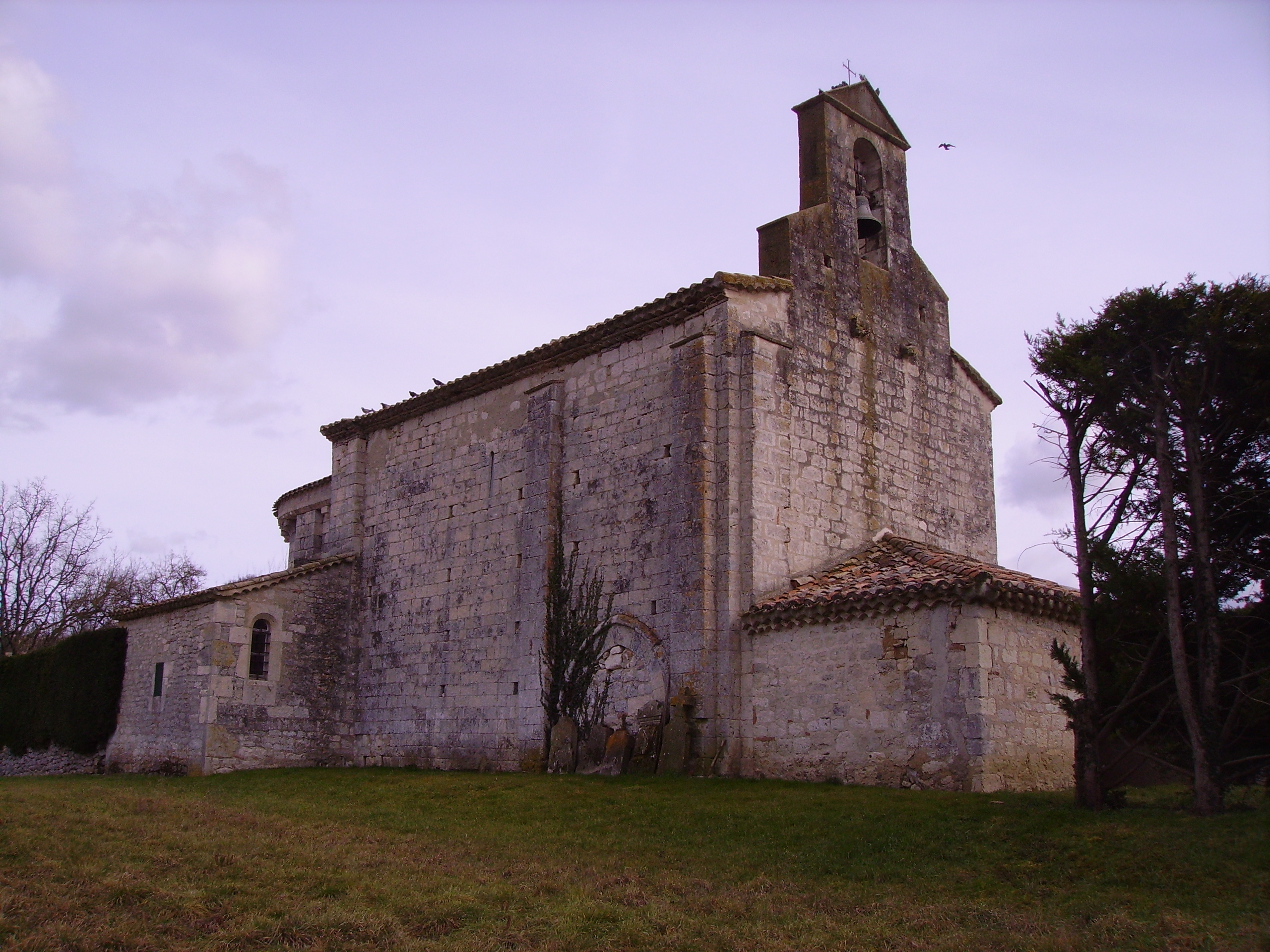
Kirche von Russac
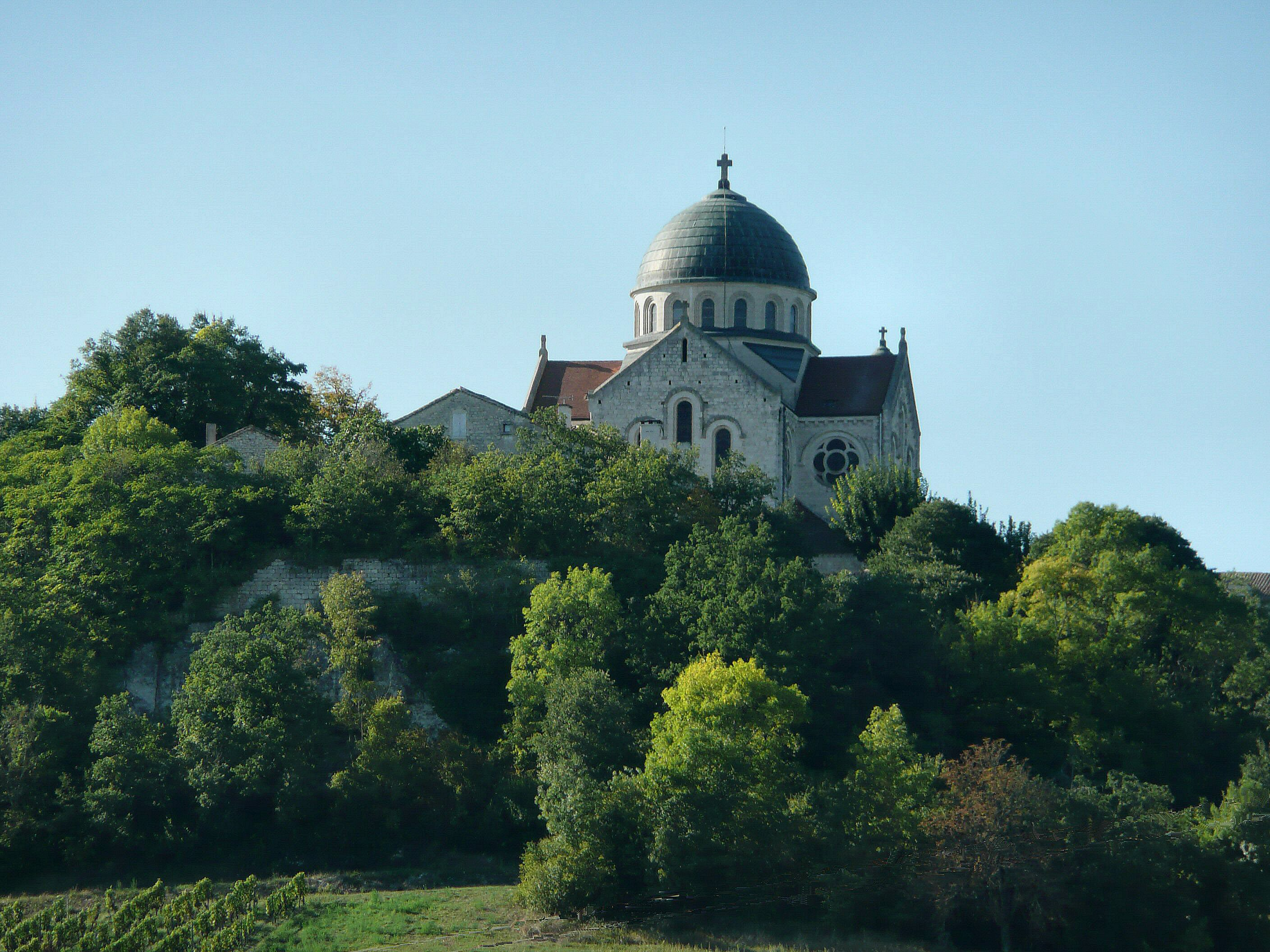
Kirche Saint-Martin
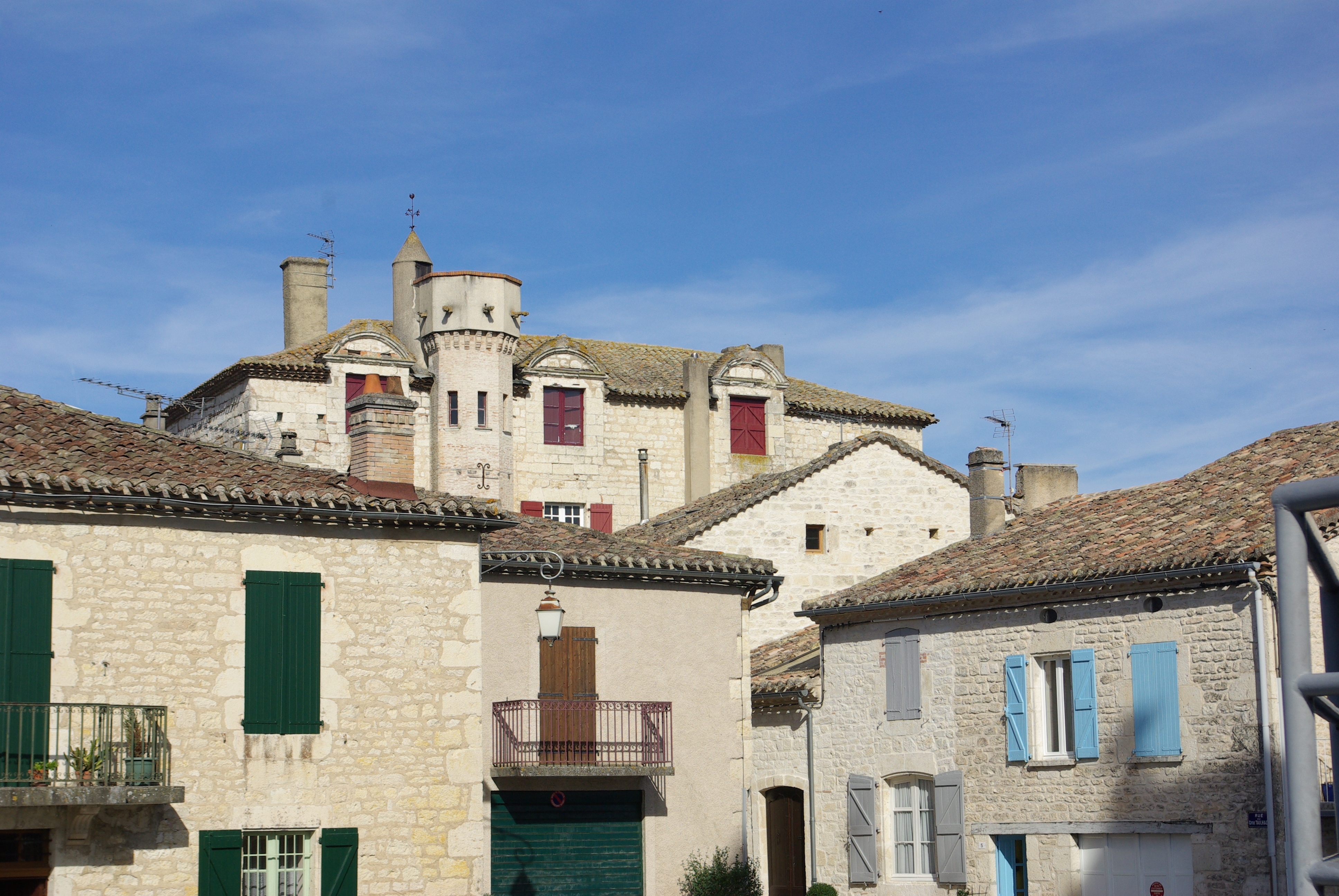
Schloss Castelnau-Montratier
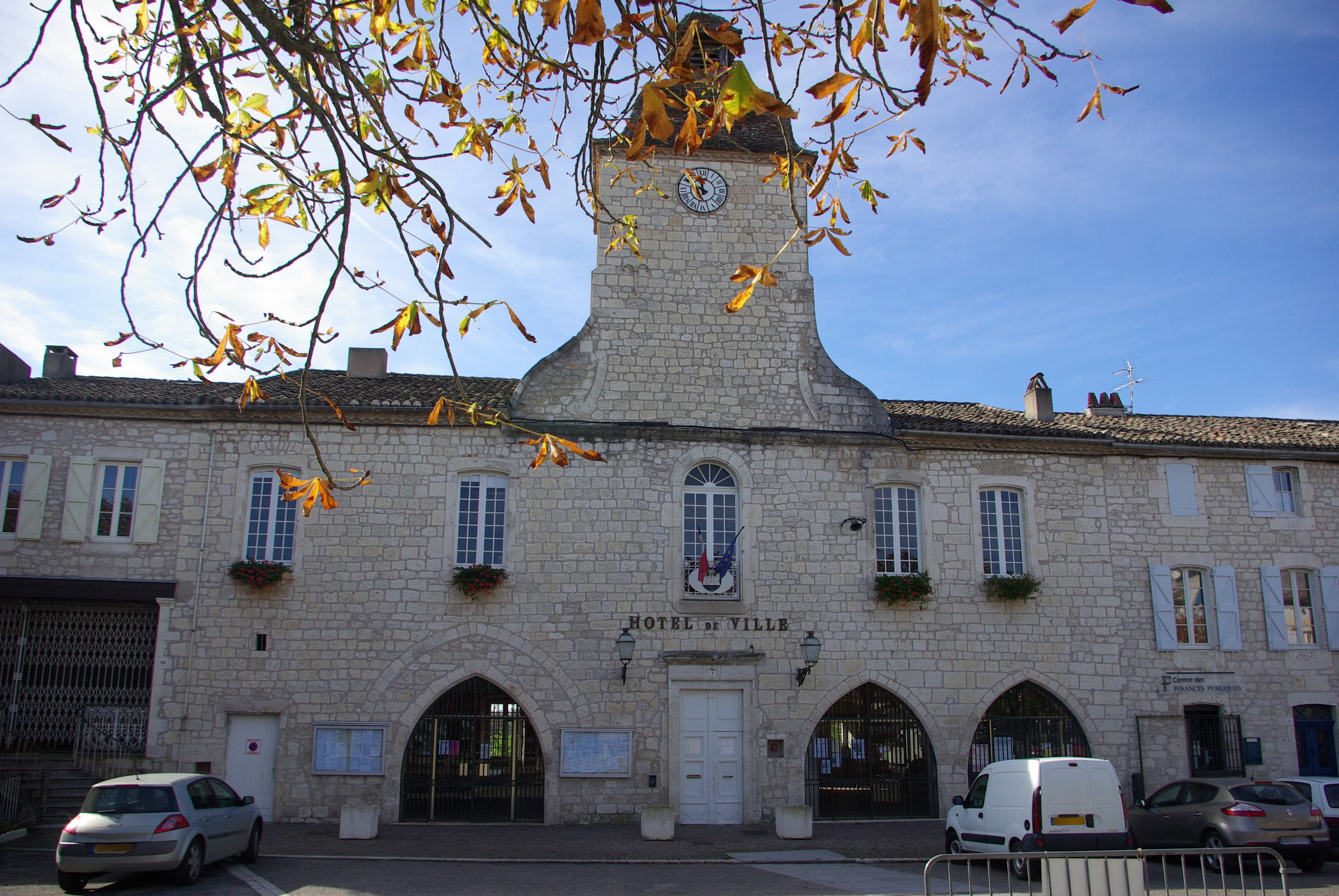
Rathaus von Castelnau-Montratier
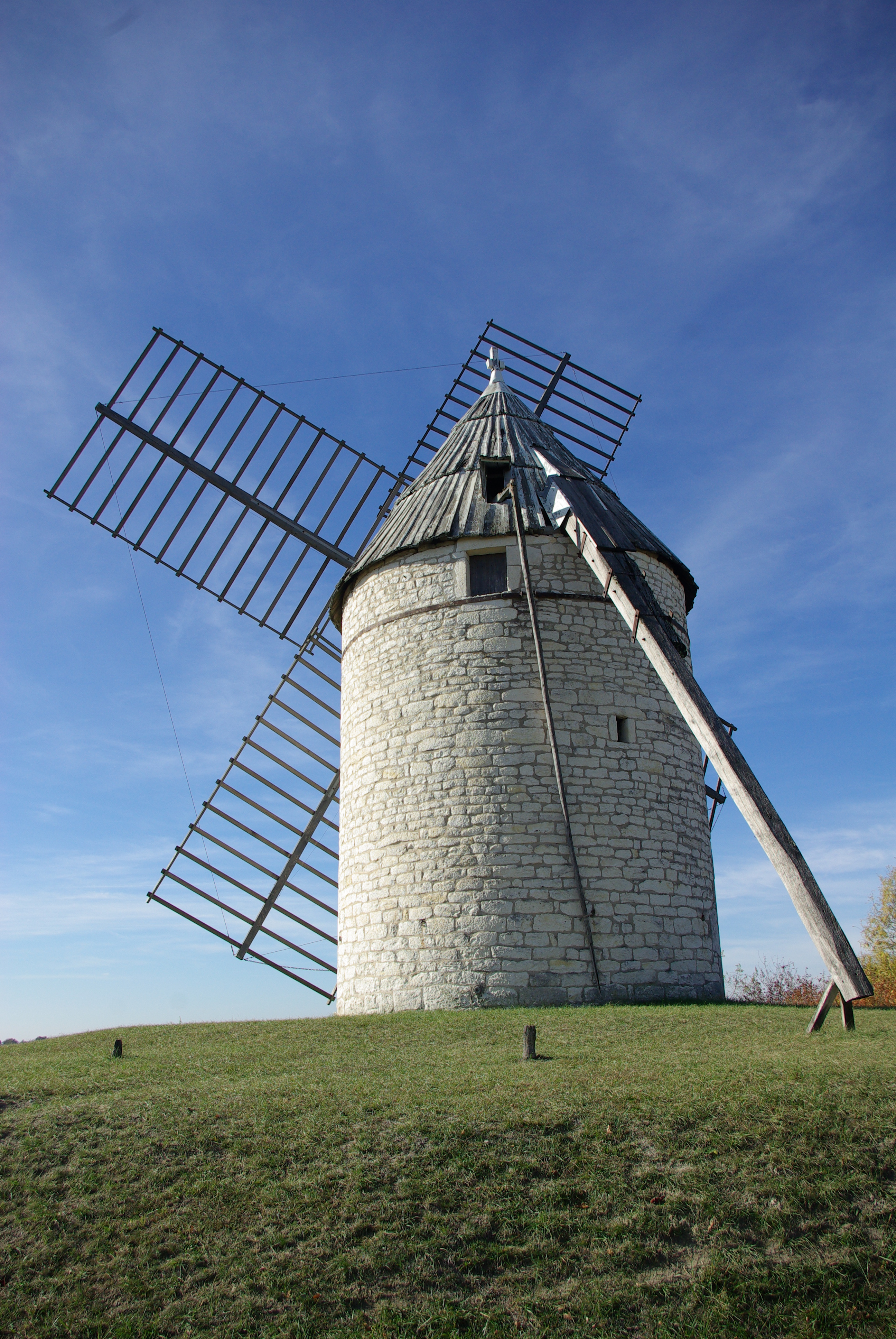
Windmühle von Boisse